# YOSHI
YOSHI（よし、本名：藤田 祥弘、1988年2月9日 - ）は、日本のタレント兼マジシャン、MCであり、札幌観光大使でもある。所属事務所は44プロダクション、過去の所属事務所はサンミュージックプロダクション。大阪府吹田市出身。札幌静修高校、札幌国際大学卒業。
身長172cm。体重66kg。血液型A型。家族構成は父・母・妹2人。趣味はマジック、ボウリング、映画鑑賞、ピアノ、ホッピングなど。

## 略歴
- 2005年、高校時代に『俳優になりたい』と言っていたのだが、なぜか独学でマジックを学び、北海道で路上デビューする。北海道放送の目に留まり、テレビ番組に初出演する。
- 2007年、北海道文化放送の番組にマジシャンとして出演、注目を集める。
- 2008年、「ともだっち〜ず」（北海道文化放送）にレギュラー出演。大学在学中に事務所を決めに東京に4ヶ月放浪。代々木公園、代官山の公園などに寝泊まりをする。
- 2009年、塚本高史と出会った事がきっかけでサンミュージックプロダクションに所属し、全国区のタレントとして活動を開始する。
- 2012年、サンミュージックプロダクションを退所。
- 2013年、 AKAONIを設立。
- 2015年、スマートフォンアプリOPENREC.tv内で、バラエティ番組「YOSHIとゆかいな仲間達」がスタート。
- 2016年、44ぷろだくしょんを設立。
- 2017年、フジテレビにて、7月6日放送の「答えを聞いたらもう一度見たくなる! クイズ二度見」の番組内で行ったGoogleマップのマジックがネット上で話題になる[1][2]。
- 2018年、東京都渋谷区神宮前にYOSHIプロデュース洋服店『西海岸 ANCHOR』をオープン[3]。
- 2020年、雨上がり決死隊・宮迫博之の公式YouTubeチャンネル「宮迫ですッ！」登録者数100万人メモリアルライブにゲストとして出演[4]。
- 2020年、ヒカルチャンネル、ラファエルチャンネルに出演。2022年にもヒカルチャンネルに出演[5]。

## 人物
趣味
- 芸能人・有名人のサイン集め、携帯ゲーム、グルメ巡り、旅行

特技
- マジック、モノマネ、野球、ホッピング、携帯ゲーム

その他
- 21歳の頃から札幌観光大使を務める 。
- 我が家の杉山裕之は、唯一路上で声をかけ仲良くなった芸能人と、自身の番組内で話している 。
- 自他ともに認める程、芸能人の知り合いも多く、人とはすぐに仲良くなる。
- 自身が持つバラエティ番組「YOSHIとゆかいな仲間達」の中で毎回来るゲストからこの番組でしか聞けない芸能界の裏話を聞き出していて、2015年9月にyahoo!ニュースに掲載される。
- facebookでは、なぜか『吉海祥』という名前でやっている。
- 多彩なジャンルの知り合いが多く携帯登録人数5000人越え。
- 斎藤兄弟（斉藤祥太・斉藤慶太）のマネージャーを務めるときもある。
- 口癖は「最高かよ！」。

## 出演

### テレビ
北海道文化放送
- タカアンドトシのどぉーだ!
- どぉーだ!Presents タカトシ牧場
- ともだっち〜ず
- ビーラック+plus
- U型テレビ
- バタバタ・シバタ！
- キラキラG.E.E.K - MC　 ※レギュラー

北海道放送
- Hana*テレビ

テレビ北海道
- ばっちり撮ったろう～アイドルがネットで頂上とんねんて？

NHK
- 金曜バラエティー

日本テレビ
- 不可思議探偵団
- AKBINGO

TBSテレビ
- 王様のブランチ

フジテレビ
- ほんとにあった怖い話 夏の特別編2011「悪夢の十三日」
- 答えを聞いたらもう一度見たくなる! クイズ二度見 　※準レギュラー
- クイズ30〜団結せよ!〜
- SWIPE GIRLS

テレビ朝日
- 恋愛百景
- 即席カルテット

CBCテレビ
- ゴゴスマ -GO GO!Smile!-
- 有吉でら実験

関西テレビ
- パーフェクトマッチ

TOKYO MX
- U・LA・LA@7
- Knight card　ナイトカード - 伯爵役  ※レギュラー

### ネット
- YOSHIとゆかいな仲間達（FRESH LIVE、2015年～2018年） - メインMC、※レギュラー
- #ハラドリ（FRESH LIVE、2018年7月～） - メインMC、※レギュラー
- YOSHIとゆかいな仲間達（CyberZ・OPENREC.tv、2015年4月～） - メインMC、※レギュラー
- YOSHIと小石田のバカやっちゃって（FRESH LIVE） - メインMC、※レギュラー
- YOSHIのもてなしちゃって（楽天TV） - メインMC、※レギュラー
- =LOVEのきっと君だ!（FRESH LIVE）
- 篠崎愛の初体験ラボ アブナイ生検証バラエティー（AbemaTV）
- 竜平～ROAD to MEN ON STYLE～（AbemaTV）
- キチョハナカンシャTV（FRESH LIVE）
- Rakuten Shopping Live TV「スイーツ男子の木曜日」（楽天TV）
- キチョハナカンシャTV（FRESH LIVE）

### イベント
- 日本三大祭 大阪「天神祭」（2014年～2018年） - MC
- 読売巨人軍・ヘッドコーチ 元木大介講演会 - ゲスト出演[8]
- 雨上がり決死隊・宮迫博之の公式YouTubeチャンネル「宮迫ですッ！」登録者数100万人メモリアルイベント - ゲスト出演